# کیم نام-هی
کیم نام-هی (کره‌ای: 김남희؛ زادهٔ ۲۵ مه ۱۹۸۶) بازیگر و مدل اهل کره جنوبی است. او به خاطر ایفای نقش در درام‌های آقای آفتاب و خانه شیرین شناخته می‌شود.

## فیلم‌شناسی

### فیلم
| سال  | عنوان                     | نقش                       | توضیحات    | منابع  |
| ---- | ------------------------- | ------------------------- | ---------- | ------ |
| ۲۰۰۹ | این روزا چطوری            | دوست                      | فیلم کوتاه | [ ۵ ]  |
| ۲۰۰۹ | برای او                   | جون-وون                   | فیلم کوتاه | [ ۶ ]  |
| ۲۰۱۰ | سلام گویانگ شین‌گونگ       | نام-هی                    | فیلم کوتاه | [ ۷ ]  |
| ۲۰۱۰ | چهارمین اعتراف            |                           | فیلم کوتاه | [ ۸ ]  |
| ۲۰۱۱ | نور ماه                   | آقای هیون                 |            | [ ۹ ]  |
| ۲۰۱۱ | پاییز آن سال              | سانگ-مین                  | فیلم کوتاه |        |
| ۲۰۱۱ | تابستان آفتابی برگشته است | فن                        | فیلم کوتاه |        |
| ۲۰۱۲ | تجربه وحشتناک             | نام-هی                    | فیلم مستقل |        |
| ۲۰۱۳ | بدون تنفس                 | دوست وون ۳                |            |        |
| ۲۰۱۳ | دعای جوانان               | کوان-یون                  |            | [ ۱۰ ] |
| ۲۰۱۴ | حیوان                     | ته-پیونگ                  |            | [ ۱۱ ] |
| ۲۰۱۴ | سنگ                       | فرقه‌گرایی                 |            |        |
| ۲۰۱۴ | هیچ‌کدام خوب نیست          | سو-هو                     | فیلم کوتاه | [ ۱۲ ] |
| ۲۰۱۴ | زن من                     | جون-هیوک                  | فیلم کوتاه | [ ۱۳ ] |
| ۲۰۱۶ | بازیگر بزرگ               | تیم ۲ کارگردانی خون شیطان |            |        |
| ۲۰۱۸ | شاهد                      | کیم ده-ری                 |            |        |

### مجموعه تلویزیونی
| سال  | عنوان                                | نقش                     | توضیحات                  | منابع  |
| ---- | ------------------------------------ | ----------------------- | ------------------------ | ------ |
| ۲۰۱۲ | رؤیای سه مرد، پدر                    | شیم نام-هی              |                          | [ ۱۴ ] |
| ۲۰۱۵ | گمشده                                | زندانبان                | حضور افتخاری             |        |
| ۲۰۱۶ | گابلین                               | چوی یونگ-جه / دو        | حضور افتخاری (قسمت ۳)    | [ ۱۵ ] |
| ۲۰۱۷ | گروه خواهران                         | چوی یونگهون/ چوی جی-هون |                          | [ ۱۶ ] |
| ۲۰۱۷ | تونل                                 | یون-هی                  | بیت پارت (قسمت ۷)        |        |
| ۲۰۱۸ | آقای آفتاب                           | سرهنگ تاکه‌شی موری       |                          | [ ۱۷ ] |
| ۲۰۱۹ | بهار می‌آید                           | هو بوم-ایل              |                          | [ ۱۸ ] |
| ۲۰۱۹ | سرچ: دبلیودبلیودبلیو                 | پیو جون-سو              |                          | [ ۱۹ ] |
| ۲۰۲۰ | در خاطراتت مرا پیدا کن               | کارگردان دراما          | حضور افتخاری (قسمت 11)   | [ ۲۰ ] |
| ۲۰۲۱ | در آستانه دیوانگی                    | شین هان-سو              |                          | [ ۲۱ ] |
| ۲۰۲۱ | تو بهار منی                          | کیم نام-هی              | حضور افتخاری (قسمت ۹–۱۰) | [ ۲۲ ] |
| ۲۰۲۱ | های کلس                              | آن جی-یونگ              |                          | [ ۲۳ ] |
| ۲۰۲۲ | بیست و پنج بیست و یک                 | فروشنده موبایل          | حضور افتخاری (قسمت ۱۶)   | [ ۲۴ ] |
| ۲۰۲۲ | دراما استیج – مرگ شوهرت را اعلام نکن | یون جه-یونگ             | درام تک پرده؛ فصل ۵      | [ ۲۵ ] |
| ۲۰۲۲ | کافه حقوق                            | پارک وو-جین             |                          | [ ۲۶ ] |
| ۲۰۲۲ | تولد دوباره در خانواده پولدار        | جین سونگ-جون            |                          | [ ۲۷ ] |
| ۲۰۲۳ | خانواده                              | ته گو                   |                          | [ ۲۸ ] |

### مجموعه‌های اینترنتی
| سال  | عنوان              | نقش                | منابع  |
| ---- | ------------------ | ------------------ | ------ |
| ۲۰۲۰ | خانه شیرین         | جون جه-هون / جه‌هون | [ ۲۹ ] |
| ۲۰۲۱ | دیوانه برای یکدیگر | سون-هو             | [ ۳۰ ] |